# Selle Italia-Serramenti Diquigiovanni/Saison 2006
Diese Liste beschreibt die Mannschaft und Erfolge des Radsportteams Selle Italia-Serramenti Diquigiovanni in der Saison 2006.

## Erfolge

### Erfolge in der UCI America Tour
In den Rennen der Saison 2006 der UCI America Tour gelangen die nachstehenden Erfolge.
| Datum                      | Rennen                                        | Fahrer         |
| -------------------------- | --------------------------------------------- | -------------- |
| 10. Januar                 | 4. Etappe Vuelta al Táchira                   | Alberto Loddo  |
| 9. März                    | 1. Etappe Vuelta Ciclista Por Un Chile Líder  | Edgardo Simón  |
| 13. März                   | 4. Etappe Vuelta Ciclista Por Un Chile Líder  | Alberto Loddo  |
| 15. März                   | 6. Etappe Vuelta Ciclista Por Un Chile Líder  | José Serpa     |
| 16. März                   | 7. Etappe Vuelta Ciclista Por Un Chile Líder  | Alberto Loddo  |
| 17. März                   | 8a. Etappe Vuelta Ciclista Por Un Chile Líder | Alberto Loddo  |
| 19. März                   | 10. Etappe Vuelta Ciclista Por Un Chile Líder | Alberto Loddo  |
| 12. August                 | 7. Etappe Vuelta a Colombia                   | Walter Pedraza |
| 28. August – 10. September | Gesamtwertung Vuelta a Venezuela              | José Serpa     |

### Erfolge in der UCI Asia Tour
In den Rennen der Saison 2006 der UCI Asia Tour gelangen die nachstehenden Erfolge.
| Datum      | Rennen                     | Fahrer     |
| ---------- | -------------------------- | ---------- |
| 6. Februar | 4. Etappe Tour de Langkawi | José Serpa |
| 7. Februar | 5. Etappe Tour de Langkawi | José Serpa |

### Erfolge in der UCI Europe Tour
In den Rennen der Saison 2006 der UCI Europe Tour gelangen die nachstehenden Erfolge.
| Datum        | Rennen                            | Fahrer               |
| ------------ | --------------------------------- | -------------------- |
| 6. April     | 3. Etappe Circuit Cycliste Sarthe | Alberto Loddo        |
| 7. April     | 4. Etappe Circuit Cycliste Sarthe | Alessandro Bertolini |
| 16. August   | Coppa Agostoni                    | Alessandro Bertolini |
| 3. September | Giro della Romagna                | Santo Anzà           |

## Mannschaft
| Name                   | Geburtstag         | Nationalität |
| Domenico Agosta        | 3. April 1983      | Italien      |
| Santo Anzà             | 17. November 1980  | Italien      |
| Niklas Axelsson        | 15. Mai 1972       | Schweden     |
| Sergio Barbero         | 17. Januar 1969    | Italien      |
| Wladimir Belli         | 25. Juli 1970      | Italien      |
| Alessandro Bertolini   | 27. Juli 1971      | Italien      |
| Armando Camelo         | 6. Januar 1981     | Italien      |
| Angelo Furlan          | 22. Juni 1977      | Italien      |
| Mariano Giallorenzo    | 7. August 1982     | Italien      |
| Alexander Giraldo      | 26. März 1977      | Kolumbien    |
| Fredy González         | 18. Juni 1975      | Kolumbien    |
| Raffaele Illiano       | 11. Februar 1977   | Italien      |
| Alberto Loddo          | 5. Januar 1979     | Italien      |
| Huberlino Mesa         | 12. Juni 1971      | Kolumbien    |
| Gabriele Missaglia     | 24. Juli 1970      | Italien      |
| Diego Nosotti          | 26. Juli 1982      | Italien      |
| Nilton Ortiz           | 31. Oktober 1983   | Kolumbien    |
| Fredy Paredes Carvajal | 21. September 1974 | Kolumbien    |
| Walter Pedraza         | 27. November 1981  | Kolumbien    |
| Andrei Sartassov       | 10. November 1975  | Russland     |
| Philippe Schnyder      | 17. März 1978      | Schweiz      |
| José Serpa             | 17. April 1979     | Kolumbien    |
| Edgardo Simón          | 16. Dezember 1974  | Argentinien  |
| Rolando Trujllo        | 16. Juli 1978      | Kolumbien    |